# Federación Mundial de Bridge
La Federación Mundial de Bridge (en inglés World Bridge Federation, WBF) es el organismo rector del deporte del bridge. La WBF es responsable de organizar las competiciones de categoría mundial, la mayoría de las cuales son conducidas en unos pocos multi-eventos en un ciclo de cuatro años. Los eventos de mayor prestigio son aquellas competiciones internacionales por equipos en categoría Libres, Damas y Seniors: la Bermuda Bowl, Venice Cup, y d'Orsi Senior Bowl (conjuntamenten con el campeonato bienal "World Teams Championships"), y el cuadrianual World Team Olympiad, incorporado en el World Mind Sports Games a partir del 2008. 
La Federación Mundial de Bridge fue fundada en agosto de 1958 por delegados de Europa, Norteamérica, y Sudamérica (ahora Zonas 1 a 3). Está constituida bajo las leyes de Suiza como una organización 'sin fines de lucro'. El actual presidente es Gianarrigo Rona de Italia, quien sucedió a José Damiani de Francia a partir del Mundial de Filadelfia, en octubre de 2010. 
La membresía de la WBF está comprendida actualmente por 123 naciones denominadas National Contract Bridge Organizations (NBOs) con alrededor de 700 000 miembros afiliados, la mayoría de los cuales participan en competiciones locales de bridge, si es que no lo hacen a niveles nacionales e internacionales. La mayoría de los NBO pertenecen a las "organizaciones zonales" en una de las ocho zonas geográficas definidas. Situaciones geográficas de gran lejanía, bélicas o de relaciones problemáticas obligan en algunas circunstancias a que una NBO participe en una zona que no le corresponde geográficamente. Es el caso actual de Israel, que juega en la zona europea. Venezuela y Colombia han jugado por la CAC (Centroamérica y Caribe) en vez de hacerlo por la zona Sudamericana por discutibles razones de distancias
Harold Stirling Vanderbilt fue el primer miembro honorario de la WBF por su trabajo dedicado a desarrollar el deporte. 
Cada National Contract Bridge Organization se compromete a cumplir con ciertos requerimientos, tales como abrir sus cuadros de clasificación a todos los ciudadanos y residentes y de sostener un estándar de ética aceptable por la WBF.
La World Bridge Federation tiene un Congreso al cual cada NBO tiene derecho a enviar un delegado. El Congreso se reúne cada ds años, en las Olimpíadas por equipos y en los Campeonatos Mundiales.
La WBF es administrada por un Consejo Ejecutivo, el cual es asistido por los Comités y Consultores que posee.